# قطعنامه ۱۰۹۲ شورای امنیت
قطعنامه  ۱۰۹۲ شورای امنیت سازمان ملل متحد که در تاریخ ۲۳ دسامبر ۱۹۹۶ تصویب شد، سندی بین‌المللی دربارهٔ بررسی وضعیت در قبرس است. این قطعنامه طی نشست ۳۷۲۸ام با ۱۵ رای موافق، ۰ مخالف و ۰ ممتنع تصویب شد.